# NGC 795
NGC 795 је елиптична галаксија у сазвежђу Еридан која се налази на NGC листи објеката дубоког неба.
Деклинација објекта је - 55° 49' 28" а ректасцензија 1h 59m 49,3s. Привидна величина (магнитуда) објекта NGC 795 износи 13,2 а фотографска магнитуда 14,2. NGC 795 је још познат и под ознакама ESO 153-8, AM 0158-560, PGC 7552.